# Publi Alfè Var
Publi Alfè Var (en llatí: Publius Alfenus Varus), va ser un jurista romà del segle i aC deixeble de Sulpici Rufus. El seu nomen era probablement Publi, però no és segur. L'any 39 aC va ser cònsol sufecte.
Alguns extractes (fins a 54) de la seva obra figuren a la Digesta. No se sap res de la seva vida, excepte una història conservada per l'escoliasta Helenius Àcron en les seves notes sobre les sàtires d'Horaci, que diu que havia nascut a Cremona on era barber o sabater. Més tard va anar a Roma on va ser deixeble de Sulpici, va arribar a cònsol i a la seva mort va ser honorat amb un funeral públic. Sext Pomponi també diu que Alfè Var va aconseguir la dignitat consular, però no diu res de la seva vida a Cremona.
Als Fasti apareix un Publi Alfeni Var com a cònsol l'any 2, però es considera difícil que fos el mateix personatge i en tot cas seria el seu fill. Els juristes posteriors fan referència a l'obra de Publi Alfè Var.